# Международна психоаналитична асоциация
Международната психоаналитична асоциация (МПА) е асоциация, включваща 11 800 психоаналитици като членове и работи със 70 учредителни организации. Основана е през 1910 от Зигмунд Фройд от идея, дадена от Шандор Ференци.
МПА е най-основното акредитирано и регулаторно тяло на психоанализата. Нейната мисия е да се увери в продължаващата сила и развитие на психоанализата за ползата на психоаналитичните пациенти.

Целите на МПА включват създаването на нови психоаналитични групи, стимулиращи дебати, извършване на изследвания, развиване на тренингова политика и установяване на връзки между другите тела. Тя организира огромен Конгрес, който се провежда през две години и е отворен за всички.

## История
През 1902 Зигмунд Фройд започва да се среща всяка седмица с колеги, за да обсъди работата си и психологическото общество на срядата" е родено. От 1908 година то съдържа 14 редовни членове и някои гости, включително Макс Айтингтон, Карл Юнг, Карл Абрахам и Ърнест Джоунс, всичките бъдещи президенти на МПА. Обществото се превръща във „Виенско психоаналитично общество“.
През 1907 Джоунс предлага на Юнг да се организира международна среща и Фройд приема предложението. Мястото на срещата е Залцбург на 27 април 1908 и Юнг я нарича „Първия конгрес по фройдистка психология“ и по-късно тази среща се смята за първия Международен психоаналитичен конгрес, въпреки че МПА все още не е основана.
МПА е основана на следващия конгрес в Нюрнберг през март 1910. През 1914 Фройд публикува книга, озаглавена История на психоаналитичното движение. „Международния журнал на психоанализата“ е официалния журнал на МПА.

## Съставни организации
Европа, Австралия, Индия и Израел
- Австралийско психоаналитично общество
- Белгийско психоаналитично общество
- Белградско (Условно) психоаналитично общество
- Британско (Условно) психоаналитично общество
- Британско психоаналитично общество
- Чешко психоаналитично общество
- Датско психоаналитично общество
- Холандска психоаналитична асоциация (Genootschap)
- Холандска психоаналитична група (ХПАГ)
- Холандско психоаналитично общество
- Финландско психоаналитично общество
- Френско психоаналитично общество
- Германска психоаналитична асоциация
- Германско психоаналитично (Условен борд) общество (DPG)
- Гръцко психоаналитично общество
- Унгарско психоаналитично общество
- Израелско психоаналитично общество
- Италианска психоаналитична асоциация (AIPsi)
- Италианско психоаналитично общество
- Мадридска психоаналитична асоциация
- Норвежко психоаналитично общество
- Парижко психоаналитично общество
- Полско психоаналитично (Условно) общество
- Португалско психоаналитично общество
- Испанско психоаналитично общество
- Шведска психоаналитична асоциация
- Шведско психоаналитично общество
- Швейцарско психоаналитично общество
- Виенско психоаналитично общество

Латинска Америка
- Аржентинска психоаналитична асоциация
- Аржентинско психоаналитично общество
- Бразилско психоаналитично общество
- Бразилско психоаналитично общество на Порто Алегре
- Бразилско психоаналитично общество Рибейрао Прето
- Бразилско психоаналитично общество на Рио де Жанейро
- Бразилско психоаналитично общество на Сао Паоло
- Буенос Айреска психоаналитична асоциация
- Психоаналитично общество на Каракас
- Чилийска психоаналитична асоциация
- Колумбийска психоаналитична асоциация
- Колумбиййско психоаналитично общество
- Психоаналитично общество на Кордоба
- Фройдистко психоаналитично общество на Колумбия
- Психоаналитично общество на Мато Гросо до Сул
- Психоаналитично общество Мендоса
- Мексиканска асоциация за психоаналитична практика, обучение и изследвания(MAPPTR)[3]
- Мексиканска психоаналитична асоциация
- Психоаналитична асоциация на Монтерей
- Психоаналитично общество Пелотас
- Перуанско психоаналитично общество
- Психоаналитично общество на Порто Алегре
- Психоаналитична асоциация на щата Рио де Жанейро – Rio IV
- Психоаналитично общество – Park Mexico
- Психоаналитично общество на Ресифе
- Психоаналитично общество на Рио де Жанейро
- Рио III Психоаналитична асоциация
- Психоаналитична асоциация на Росарио
- Уругвайска психоаналитична асоциация (APU)
- Венецуелска психоаналитична асоциация

Северна Америка и Япония
- Американска психоаналитична асоциация (APsaA)
- Канадско психоаналитично общество
- Институт за Психоаналитични изследвания (IPS) (Условен)
- Институт за психоаналитично обучение и изследване (IPTAR)
- Японско психоаналитично общество
- Лосанджелиски институт и общество за психоаналитични изследвания (LAISPS)
- Нюйоркско фройдистко общество (NYFS)
- Северозападно психоаналитично общество (NPS) (Условно)
- Психоаналитичен център в Калифорния (PCC)
- Психоаналитичен институт в Северна Каролина (PINC) (Условен)

## Международни конгреси
Първите 23 конгреса на МПА няма специфична тема.
| Номер | Година | Град            | Президент                  | Тема                                                                            |
| ----- | ------ | --------------- | -------------------------- | ------------------------------------------------------------------------------- |
| 1     | 1908   | Залцбург        |                            |                                                                                 |
| 2     | 1910   | Нюрнберг        | Карл Юнг                   |                                                                                 |
| 3     | 1911   | Ваймар          | Карл Юнг                   |                                                                                 |
| 4     | 1913   | Мюнхен          | Карл Юнг                   |                                                                                 |
| 5     | 1918   | Будапеща        | Карл Абрахам               |                                                                                 |
| 6     | 1920   | Хага            | Шандор Ференци             |                                                                                 |
| 7     | 1922   | Берлин          | Ърнест Джоунс              |                                                                                 |
| 8     | 1924   | Залцбург        | Ърнест Джоунс              |                                                                                 |
| 9     | 1925   | Бад Хомбург     | Абрахам/Айтингон           |                                                                                 |
| 10    | 1927   | Инсбрук         | Макс Айтингон              |                                                                                 |
| 11    | 1929   | Оксфорд         | Макс Айтингон              |                                                                                 |
| 12    | 1932   | Виесбаден       | Макс Айтингон              |                                                                                 |
| 13    | 1934   | Люцерн          | Ърнест Джоунс              |                                                                                 |
| 14    | 1936   | Мариенбад       | Ърнест Джоунс              |                                                                                 |
| 15    | 1938   | Париж           | Ърнест Джоунс              |                                                                                 |
| 16    | 1949   | Цюрих           | Ърнест Джоунс              |                                                                                 |
| 17    | 1951   | Амстердам       | Лео Бартемайер             |                                                                                 |
| 18    | 1953   | Лондон          | Хайнц Хартман              |                                                                                 |
| 19    | 1955   | Женева          | Хайнц Хартман              |                                                                                 |
| 20    | 1957   | Париж           | Хайнц Хартман              |                                                                                 |
| 21    | 1959   | Копенхаген      | Уилям Гилеспи              |                                                                                 |
| 22    | 1961   | Единбург        | Уилям Гилеспи              |                                                                                 |
| 23    | 1963   | Стокхолм        | Максуел Гителсон           |                                                                                 |
| 24    | 1965   | Амстердам       | Гилеспи/Грийнакър          | Психоаналитично лечение на обсесивните неврози                                  |
| 25    | 1967   | Копенхаген      | Питър Джейкъб Ван дер Льов | За отреагирането и неговата роля в психоаналитичния процес                      |
| 26    | 1969   | Рим             | Питър Джейкъб Ван дер Льов | Ново развитие на психоанализата                                                 |
| 27    | 1971   | Виена           | Лео Рангел                 | Психоаналитичната концепция за агресията                                        |
| 28    | 1973   | Париж           | Лео Рангел                 | Преноса и хистерията днес                                                       |
| 29    | 1975   | Лондон          | Серж Лебовичи              | Промените в психоаналитичната практика и преживяване                            |
| 30    | 1977   | Йерусалим       | Серж Лебовичи              | Афекти и психоаналитична ситуация                                               |
| 31    | 1979   | Ню Йорк         | Едуард Джоузеф             | Клинични издания в психоанализата                                               |
| 32    | 1981   | Хелзинки        | Едуард Джоузеф             | Ранното психично развитие, като е отражение в психоаналитичния процес           |
| 33    | 1983   | Мадрид          | Адам Лиментани             | Психоаналитикът на работа                                                       |
| 34    | 1985   | Хамбург         | Адам Лиментани             | Идентификацията и нейните превратности                                          |
| 35    | 1987   | Монреал         | Робърт Уолърщайн           | Анализата крайни и безкрайна – 50 години по-късно                               |
| 36    | 1989   | Рим             | Робърт Уолърщайн           | Общата почва в психоанализата                                                   |
| 37    | 1991   | Буенос Айрес    | Джоузеф Сандлър            | Психични промени                                                                |
| 38    | 1993   | Амстердам       | Джоузеф Сандлър            | Психоаналитичният ум – От слушането до интепретацията                           |
| 39    | 1995   | Сан Франциско   | Хорацио Ечегоен            | Психична реалност – Нейното влияние върху аналитика и пациента днес             |
| 40    | 1997   | Барселона       | Хорацио Ечегоен            | Психоанализа и сексуалност                                                      |
| 41    | 1999   | Сантяго де Чиле | Ото Кернберг               | Афекта в теорията и практиката                                                  |
| 42    | 2001   | Ница            | Ото Кернберг               | Психоанализа – метод и приложение                                               |
| 43    | 2004   | Ню Орлиънс      | Даниел Видлохер            | Работа на границите                                                             |
| 44    | 2005   | Рио де Жанейро  | Даниел Видлохер            | Травма: Ново развитие в психоанализата                                          |
| 45    | 2007   | Берлин          | Клаудио Лакс Еизирик       | Запомняне, повторение и работа в психоанализата и културата днес                |
| 46    | 2009   | Чикаго          | Клаудио Лакс Еизирик       | Психоаналитична практика – Срещи и отклонения                                   |
| 47    | 2011   | Мексико сити    | Чарлс Ханли                | Изследване на основните концепции: Сексуалност, сънища и несъзнавано.           |
| 48    | 2013   | Прага           | Чарлс Ханли                | Изправяне пред болката: Клиничен опит и развитие на психоаналитичното познание. |
| 49    | 2015   | Бостън          | Стефано Болонини           | Променящ се свят: формата и употребата на психоаналитичните инструменти днес.   |
| 50    | 2017   | Буенос Айрес    | Стефано Болонини           | Интимност.                                                                      |
| 51    | 2019   | Лондон          | Вирхиния Унгар             | Женското.                                                                       |

## Президенти
- 1910 – 1914 Карл Густав Юнг
- 1914 – 1918 Карл Абрахам
- 1918 – 1919 Шандор Ференци
- 1920 – 1924 Ърнест Джоунс
- 1924 – 1925 Карл Абрахам
- 1925 – 1934 Макс Айтингон
- 1934 – 1949 Ърнест Джоунс
- 1949 – 1951 Лео Бартемайер
- 1951 – 1957 Хайнц Хартман
- 1957 – 1961 Уилям Гилеспи
- 1961 – 1964 Максуел Гителсон
- 1965 – 1969 Питър Джейкъб Ван дер Льов
- 1969 – 1973 Лео Рангел
- 1973 – 1977 Серж Лебовичи
- 1977 – 1981 Едуард Джоузеф
- 1981 – 1985 Адам Лиментани
- 1985 – 1989 Робърт Уолърщайн
- 1989 – 1993 Джоузеф Сандлър
- 1993 – 1997 Хорацио Ечегоен
- 1997 – 2001 Ото Кернберг
- 2001 – 2005 Даниел Видлохер
- 2005 – 2009 Клаудио Лакс Езирик
- 2009 – 2014 Чарлс Ханли
- 2014 – 2017 Стефано Болонини
- 2017 – Вирхиния Унгар